# Canale della Vittoria di Ponente
Il canale della Vittoria di Ponente è un corso d'acqua artificiale della provincia di Treviso.
Si alimenta prelevando parte delle acque del Piave all'altezza di Nervesa della Battaglia (nello stesso punto si originano i canali Piavesella di Nervesa e della Vittoria). Segue per un tratto il perimetro meridionale del Montello e a Giavera, dopo l'immissione del canale del Bosco, piega verso sud sfiorando Camalò di Povegliano, Signoressa e Musano di Trevignano.
Termina nella zona di Sala di Istrana, alimentando canalette minori.
Il canale è gestito dal consorzio di bonifica Piave.

## Storia
Il canale fa parte di un articolato sistema che assicura l'approvvigionamento idrico della zona posta tra il Piave e Treviso. Comprende, tra gli altri, la Brentella di Pederobba (che si divide nei canali di Caerano e del Bosco), la Piavesella di Nervesa e il canale della Vittoria.
Ideato già nel 1886, il progetto si concretizzò trent'anni dopo grazie all'interessamento della Cassa di Risparmio della Marca Trivigiana. Gli eventi della grande guerra costrinsero a rimandare ulteriormente i lavori e solo nel 1921 venne costituito il Consorzio intercomunale destra Piave-Nervesa per la derivazione del Canale della Vittoria. L'opera fu terminata rapidamente e nel novembre 1925 fu inaugurata alla presenza di Vittorio Emanuele III.